# Aleksandar Lilov

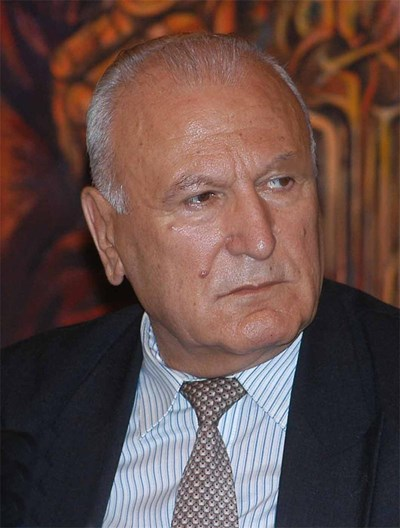
Aleksandar Lilov

Alexander Vasilev Lilov (Bulgaars: Александър Лилов) (Granitsjak, 31 augustus 1933 - 20 augustus 2013) was een Bulgaars politicus.

## Carrière
Alexander Lilov studeerde filologie aan de Universiteit van Sofia en daarna Academie van Sociale Wetenschappen in Moskou. In 1947 sloot hij zich aan bij de Communistische Jeugdliga (later Dimitrov Communistische Jeugdunie, DKMS genaamd). Tussen 1947 en 1960 was hij regionaal bestuurder voor de DKMS en was van 1960 tot 1962 lid van het organisatorisch bureau van de DKMS. Lilov, sinds 1952 lid van de Bulgaarse Communistische Partij (BKP), werd in 1962 in de Narodno Sobranie (Nationale Vergadering) gekozen. 
Lilov was hoofd van de DKMS hogeschool en secretaris van het Centraal Comité van de DKMS. Van 1966 tot 1969 studeerde hij in Moskou. Na zijn terugkeer in Bulgarije (1969) was hij plaatsvervangend hoofd van het departement Agitatie en Propaganda van het Centraal Comité van de BKP en van 1970 tot 1972 was hij hoofd van het departement Kunst en Cultuur van het Centraal Comité van de BKP. Van april 1971 tot juli 1972 was hij kandidaat-lid van het Centraal Comité en daarna tot maart 1986 lid van het Centraal Comité en het Politbureau. Van juli 1972 tot september 1983 was Lilov tevens secretaris van het Centraal Comité. Van 1976 tot 1984 was hij lid van de Staatsraad. Tijdens het 13de Partijcongres van de BKP in maart 1986 werd hij niet herkozen als lid van het Centraal Comité. 
Van november 1985 tot de val van het communistische regime in november 1989 was hij directeur van het Instituut voor Moderne Sociale Theorieën.

## Voorzitter van de BSP
Sinds de jaren 80 behoorde Lilov tot de hervormingsgezinde vleugel van de BKP. Na de val van de communistenleider en staatshoofd Todor Zjivkov in november 1989 behoorde hij tot de groep communisten die radicale hervormingen wensten. Toen in april 1990 de BKP afstand deed van het marxisme-leninisme en de naam Bulgaarse Socialistische Partij aannam werd Lilov tot voorzitter van de nieuwe BSP gekozen. De BSP won de verkiezingen van juni 1990 en vormde een regering onder Andrej Loekanov. Deze regering moest echter in november 1990 aftreden omdat de vakbonden dreigden met stakingen. In 1991 werd Lilov als voorzitter van de BSP vervangen door Zjan Videnov.
Alexander Lilov bleef een belangrijke rol spelen binnen de BSP als partijideoloog.

## Bron
- Who's Who in the Socialist Countries of Europe (1989), hoofdredacteur Juliusz Stroynowski.